# Halbachsen der Ellipse

Parameter einer Ellipse:

| S1,S2                                    | Hauptscheitel        | S3,S4                                    | Nebenscheitel                 |
| {\displaystyle {\overline {S_{1}S_{2}}}} | Hauptachse           | {\displaystyle {\overline {S_{3}S_{4}}}} | Nebenachse                    |
| a                                        | Große Halbachse      | b                                        | Kleine Halbachse              |
| F1,F2                                    | Brennpunkt (Ellipse) | e                                        | lin. Exzentrizität            |
| M                                        | Mittelpunkt          | p                                        | Parameter (semi-latus rectum) |

Als Halbachsen werden die beiden charakteristischen Radien einer Ellipse bezeichnet:
- Die große Halbachse ist die Hälfte des größten Durchmessers einer Ellipse, der auch Hauptachse genannt wird.
- Die kleine Halbachse ist die Hälfte des kürzesten Durchmessers (Nebenachse) und steht genau im Winkel von 90° zur großen Halbachse.

Der Kreis ist eine spezielle Ellipse, bei der diese beide Halbachsen gleich lang sind, in diesem Fall entsprechen beide Halbachsen jeweils dem Radius des Kreises.
Die Hauptachse (der größte Durchmesser, hier {\displaystyle {\overline {S_{1}S_{2}}}}) und die Nebenachse (der kleinste Durchmesser, hier {\displaystyle {\overline {S_{3}S_{4}}}}) werden gemeinsam auch als die Hauptachsen der Ellipse bezeichnet. Haupt- und Nebenachse sind konjugierte Durchmesser. Diese Beziehung bleibt auch bei „schräger“ Betrachtungsweise der Ellipse erhalten, was zur geometrischen Konstruktion von anderen konjugierten Durchmessern genutzt werden kann.

## Astronomie
In der Astronomie ist die große Halbachse einer keplerschen Umlaufbahn eines der sechs sogenannten Bahnelemente und wird oft auch ungenau als „mittlere Entfernung“ angegeben und meistens mit a abgekürzt. Sie charakterisiert – zusammen mit der Exzentrizität – die Form von elliptischen Umlaufbahnen verschiedener Himmelskörper.
Solche Körper sind in erster Linie die Planeten und ihre Monde, künstliche Erdsatelliten, die Asteroiden und tausende Doppelsterne.
Nach dem dritten Gesetz von Kepler ist die Umlaufzeit U einer Ellipsenbahn mit a gekoppelt ({\displaystyle U^{2}/a^{3}=\mathrm {const} }). Die Konstante hängt mit der Masse des Zentralkörpers zusammen – in einem Planetensystem also mit der Masse des Zentralsterns.
Die beiden Hauptscheitel nennt man Apsiden, die Hauptachse ist die Apsidenlinie: Wenn ein Körper im Brennpunkt F1 liegt und ein kleinerer Körper ihn auf einer Ellipse umkreist, so spricht man beim kürzesten Abstand ({\displaystyle {\overline {S_{1}F_{1}}}} = a−e) von der Periapsis und beim längsten Abstand ({\displaystyle {\overline {S_{2}F_{1}}}} = a+e) von der Apoapsis (Perihel, Aphel bei der Sonne).
In der Periapsis (Perizentrum, gravizentrumsnaher Hauptscheitel) ist die Orbitalgeschwindigkeit maximal, im Apozentrum minimal.
Die tatsächliche mittlere Entfernung ist neben der großen Halbachse auch von der numerischen Exzentrizität {\displaystyle \varepsilon =e/a} abhängig und beträgt
{\displaystyle a\cdot \left(1+{\frac {\varepsilon ^{2}}{2}}\right)}

## Geodäsie
In der Geodäsie sind die Achsen der sogenannten Fehlerellipsen ein wichtiges Darstellungsmittel der mittleren beziehungsweise maximalen/minimalen Punktfehler. Bei der Ausgleichung von geodätischen Netzen lässt sich die Genauigkeit, mit der die einzelnen Vermessungspunkte des Netzes bestimmt sind, als Fehlerellipse darstellen.